# Noneísmo
Noneísmo, também conhecido como Meinongianismo Modal (nomeada em homenagem a Alexius Meinong), é uma teoria na lógica e na metafísica. Sustenta que algumas coisas não existem. Foi cunhada inicialmente por Richard Routley em 1980 e apropriada novamente em 2005 por Graham Priest.

## Visão Geral
O noneísmo sustenta que algumas coisas não existem. Ou seja, podemos quantificar sobre objetos ("itens") usando o chamado quantificador particular (também conhecido — de forma enganosa, na visão dos noneístas — como o quantificador existencial). Eles também defendem que "há" é como "existir", em vez de como o quantificador particular. Assim, eles negam que haja coisas que não existem. Nessa teoria, não há nomes vazios, portanto, o "problema dos nomes vazios" que afeta muitas teorias sobre nomes (em particular, Millianismo), não é problema algum.
Embora Priest também defenda o dialeteísmo, ele mantém que seu dialeteísmo é principalmente capaz de ser separado de seu noneísmo. A conexão é que objetos impossíveis podem existir em mundos impossíveis, assim como objetos inexistentes podem existir em mundos possíveis (mas não reais).
O livro de Richard Routley, Exploring Meinong's Jungle and Beyond: An Investigation of Noneism and the Theory of Items, foi publicado em 1980, enquanto a primeira edição do livro de Priest intitulado Towards Non-Being: The Logic and Metaphysics of Intentionality foi publicada em 2005 (segunda edição revisada em 2016).